# SimCity 3000
SimCity 3000 es un videojuego de construcción de ciudades creado por Maxis y publicado por Electronic Arts en 1999, como parte de la serie SimCity. El 16 de mayo de 2000 se lanzó su versión expandida, SimCity 3000 Unlimited, que cuenta con más edificios, desafíos y desastres. Como secuela de SimCity 2000, y siguiendo la tendencia de la época, se planeó que renderizara gráficos en 3D, pero diferentes problemas en el desarrollo y la tecnología limitada implicaron que finalmente empleara un estilo 2D detallado. Recibió críticas generalmente favorables: el agregador de reseñas Metacritic indica una puntuación media de 77 % para la versión Unlimited. El sitio web IGN valoró su nivel de detalle y la cantidad de contenido nuevo. GameSpot alabó el estilo y su modo de juego «satisfactorio», en tanto que se criticó la poca innovación respecto a su predecesor.

## Versiones

### Original
La serie SimCity fue un éxito desde su primera aparición en 1989, pero no fue hasta una década más tarde que SimCity 3000 llevó ese diseño a un máximo histórico en términos de complejidad vs. accesibilidad. Entre las diferencias con su antecesor SimCity 2000 están la incorporación de asesores que informarán al jugador si la ciudad va progresando bien o necesita su atención en algún punto. Los asesores están distribuidos en distintas tareas:
- Urbanismo.
- Finanzas.
- Educación y salud.
- Servicios básicos.
- Seguridad.
- Medio Ambiente.

Ahora también es posible ver cómo los sims caminan por la calle, protestan o son asaltados cuando la delincuencia es alta. Los coches ahora son en 3D y puede verse con más detalle el tráfico en ciertas áreas. En SimCity 3000 se pueden construir granjas y además de hacerse cargo de la electricidad y el agua potable, también se deberá hacer cargo de la basura de la ciudad. Además, SimCity 3000 (al igual que las dos anteriores versiones) permitía importar partidas grabadas de las ciudades de SimCity 2000, manteniendo la distribución de carreteras, ferrocarriles y edificaciones pero con los gráficos de esta nueva versión.

### Relanzamiento
En 1999 fue lanzada una versión mejorada de SimCity 3000, con múltiples denominaciones (como SimCity 3000 Unlimited o SimCity 3000 World Edition), que incluía más desastres y más opciones de juego.

### Nueva versión
En 2016, la plataforma de distribución de juegos GOG.com publicó una nueva versión de SimCity 3000 compatible con los sistemas operativos más recientes, ya que el juego original desarrollado en 1999 no funcionaba en sistemas operativos como Windows 10 y por tanto sin esa nueva versión sería imposible la jugabilidad hoy en día.

## Música
Otro gran cambio con respecto a SimCity 2000 es la música, cuyo compositor principal es Jerry Martin. La nueva banda sonora incorpora canciones de jazz new-age y en vivo. Los quince temas del juego también están disponibles en formato MP3 para su descarga en el sitio web de SimCity 3000 de EA para su escucha fuera del juego. Los músicos incluyen a Glenn Letsch en el bajo, David Lauser en la batería, Darol Anger en el violín, John R. Burr y Art Hirahara en el piano. Se añadieron 5 nuevos temas a la reedición.